# Folkspartei
El Folkspartei (en yidis: ייִדישע פֿאָלקספּאַרטײַ‎, romanizado: Yidishe Folkspartay, lit. 'Partido Popular Judío') fue fundado después de los pogromos de 1905 en Rusia por Simon Dubnow e Israel Efrojkin. El partido participó en varias elecciones en Polonia y Lituania en los años 20 y 30, pero desapareció durante el Holocausto.
El Folkspartei compartía con el Bund el énfasis en el idioma yidis y su cultura pero, a diferencia del Bund, estaba formado por miembros de la clase media, y tenía una ideología distinta. Dentro de esta ideología se mantenía que la asimilación (perdida de cultura) no era un fenómeno natural y que la lucha política judía debía centrarse en la autonomía comunitaria judía, así como en el idioma y el sistema educativo. El Folkspartei, a diferencia del bundismo, no abogaba por la lucha de clases y era un partido liberal dentro de lo económico, y partidario de la democracia política y el estado laico.

## El Folkspartei enPolonia
En Varsovia se fundó en 1916 el periódico Warszawer Togblatt («Diario de Varsovia») que también actuaba como órgano político a nivel local. Durante la ocupación alemana de la Primera Guerra Mundial participó en las elecciones municipales obteniendo 4 escaños. Uno de estos sería ocupado por Noyej Pryłucki, uno de los fundadores del diario, que luego llevaría el nombre de Der Moment.
El partido se dividió en 1927 entre los seguidores de Pryłucki en Varsovia y los seguidores del Dr. Tzemaj Szabad en Vilna, quien era menos hostil al sionismo que Pryłucki, poniendo un mayor énfasis en el idioma yidis. Esta ruptura hizo que bajara la popularidad del partido de manera que en las elecciones de la comunidad judía de Varsovia de 1935 solo obtuvieron un asiento de 50 mientras que los bundistas obtuvieron 15.
En el parlamento polaco de 1922-27 había un escaño del Folkspartei junto con otros 34 legisladores judíos, incluyendo 25 sionistas, pero ni un solo bundista. 

## El Folkspartei enLituania
El banquero y abogado Shemuel Landau, quien luego fuera consejero municipal en Panevėžys, fue elegido por parte del Folkspartei en una lista política judía (en coalición con los partidos sionistas y el partido ortodoxo Agudat Israel) al primer Parlamento lituano (Seimas) en 1920, consiguiendo 6 sitios de 112. Vilna, donde la mayoría de la población era judía, fue incorporada a Polonia de 1922 a 1939, resultando en que Tzemaj Szabad lograra ser elegido al parlamento polaco.
En 1923 otro miembro del Folkspartei, E. Finkelstein, fue elegido al Seimas dentro de una lista de minorías nacionales. En 1926 se produjo un golpe de Estado y el Seimas fue disuelto en 1927. 
El periódico del Folkspartei en Lituania era el Folksblatt, publicado en Kaunas.